# Lyngdal, Buskerud
Lyngdal är en kyrkby i Flesbergs kommun i Buskerud fylke i södra Norge. Byn ligger där fylkesväg 2738 möter fylkesväg 2822, nordväst om kommunens centralort Lampeland. Här finns Lyngdals kyrka.